# Hyundai Sonata
O Sonata é um sedan médio-grande da Hyundai, lançado em 1985, atualmente em sua 6ª geração. A atual geração segue o conceito "Escultura Fluída", quebrando a monotonia, com estilo arrojado. Foi eleito o melhor sedã médio nos Estados Unidos, para 2012/2013 entre 6 concorrentes. Empresta sua plataforma para o Kia Optima, seu irmão de projeto. Nos Estados Unidos possui uma versão híbrida e recebeu altas notas no quesito segurança pelo IIHS (Insurance Institute for Highway Safety).
A partir da sexta geração em diante, ele é conhecido como o i45 nos mercados da Austrália, Singapura, Nova Zelândia e colombianos. A primeira geração do  Sonata vendido em diversos mercados: como na Coreia e no Canadá, como o Stellar II. O veículo foi apresentado na Coreia do Sul em novembro de 1985. Ele não cumpria os padrões de emissões nos EUA e Malthus não estava disponível nos EUA. Foi vendida na Nova Zelândia (volante à direita) Com o motor Mitsubishi 1.6 litros, uma transmissão automática era opcional. O importador original era uma unidade do Grupo com sede em Auckland Giltrap.
Houve outra versão conhecida como Stellar 88 Essa foi para celebrar os Jogos Olímpicos de Verão de 1988 em Seul. Após 88 o Hyundai Stellar interrompeu o serviço da série Stellar e mudou para a série Sonata.
As opções de motores incluído 1.6L, 1.8L ou 2.0L I4 (este último também encontrou seu caminho para o 1987 e mais tarde Stellar, e em MPI formar a 1986 Hyundai Grandeur). O corpo foi baseado no Hyundai Stellar.

## Sexta Geração e Atual
A Hyundai iniciou o desenvolvimento do Sonata em 2005, com um custo de desenvolvimento de ₩ 450.000.000.000 (EUA 372.000 mil dólares). Na Austrália, Nova Zelândia, Singapura e os mercados da Colômbia, o Sonata esta sob o nome de "Hyundai I45" Após a nomenclatura alfanumérica i-series estabelecido pela Hyundai nesses mercados. Será batizado como "Sonata", em Europa Oriental, assim como na América do Norte e Coreia do Sul.
As vendas do Sonata na Coreia do Sul começou no dia 2 de setembro de 2009, antes do lançamento do veículo de produção sul-coreana. Na Coreia do Sul, o Sonata é entregue com um 2.0-litro a gasolina Theta II MPi (saída Max 165 PS (121 kW, 163 cv), Torque máximo de 20,2 ㎏ · m). Sua economia de combustível melhorou 11%.
Para o mercado dos EUA, a Hyundai usa sua nova injecção direta de 2.4 litros de quatro cilindros. Este novo motor melhora a economia de combustível e produz um máximo de 200 cv (147 kW, 197 hp) a 6300 rpm e 25,5 kg · m (250 N · m, £ 184 · ft). Faz parte da a linha de motores Theta II. Além disso, todos os motores são oferecidos preferencial com uma nova transmissão automática de seis velocidades. Este Sonata é construído com aço ultra resistente.

## Galeria
- Primeira geração (1985-88)
- Segunda geração (1988-94)
- Terceira geração (1994-98)
- Quarta geração (1998-05)
- Quinta geração (2004-11)
- Sexta geração (2011-14)
- Sétima geração (2014-19)
- Oitava geração (2019-presente)